# حروب رمسيس الثاني

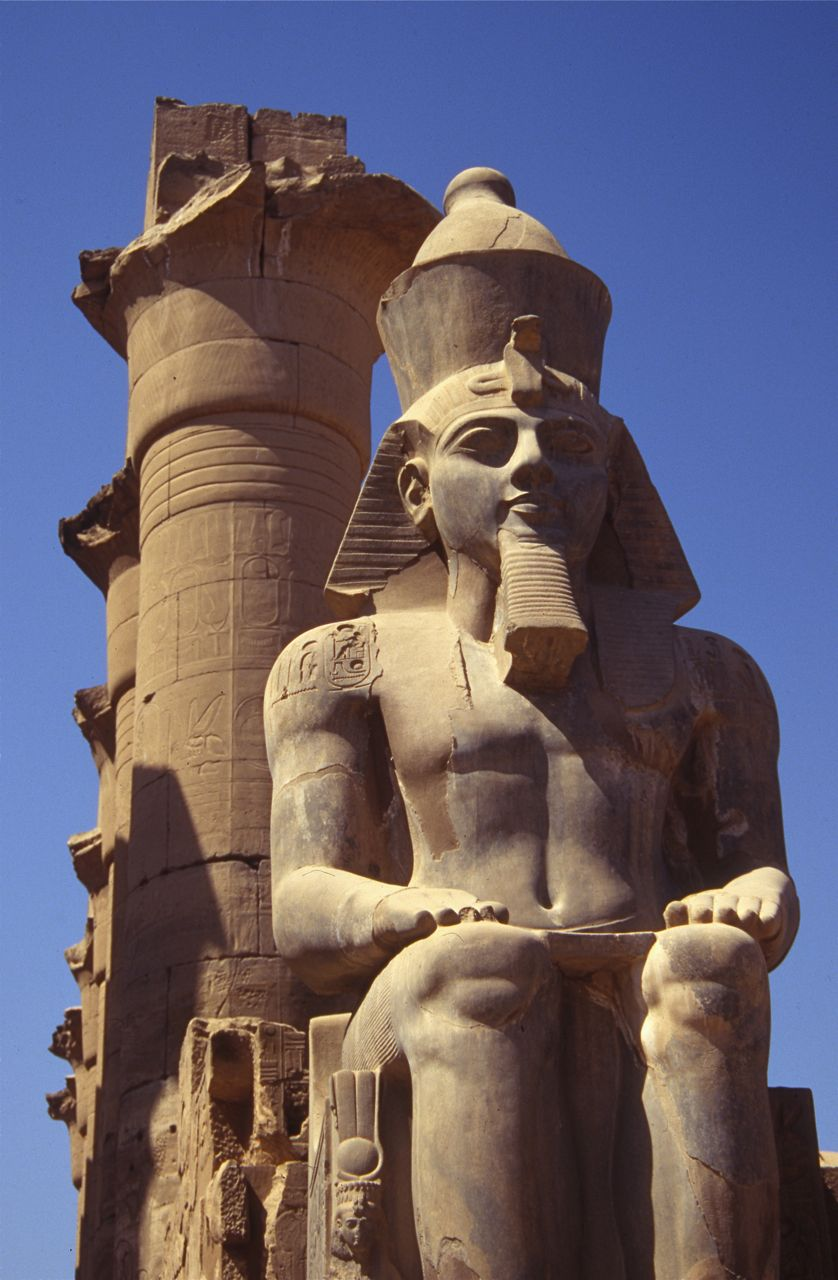
رمسيس الثاني في معبد الاقصر

حروب رمسيس الثاني هي الحروب التي خاضها الملك المصري رمسيس الثاني طوال فترة حكمه سواء دفاعا عن مصر من الغزاة أو من أجل توسيع حدود إمبراطوريتها، على الرغم من تضحية رمسيس الثاني بجزء كبير من مجهوداته، وثروة بلاده في إتمام المعابد التي لم يكن قد أنجزها والده سيتي الأول، فإنه مع ذلك لم يهمل المحافظة على الإرث الذي خلفه له والده — وإن كان ضئيلًا — في سوريا بعد حروب طاحنة لاستعادة مجد مصر الإمبراطوري في تلك الجهات، والواقع أنه كان إرثًا محفوفًا بالمخاطر؛ لأن سيتي الأول لم يكن في مقدوره إجلاء الموقف بينه وبين مملكة خيتا (مملكة الحيثيين) على حسب مطامحه العظيمة. حقًّا لم يظهر ما يكدر صفو السلم في الإمبراطورية المصرية التي لم تكن وقتئذ عظيمة كما كانت في عهد تحتمس الثالث عند تولية رمسيس الثاني الملك منفردًا. هذا، وتدل الأحوال كلها على أن مواتالي الثاني ملك خيتا قد استمر على مراعاة شروط معاهدة الصلح التي كانت على ما يقال قد عُقدت بينه وبين سيتي الأول عندما سمع بانفراد رمسيس الثاني بحكم مصر.

## الحروب الأولى في السنة الثانية من حكمه
ولدينا من جهة أخرى لوحة منقوشة في صخور أسوان، ومؤرخة بالسنة الثانية من حكمه، وفيها يفتخر الملك رمسيس الثاني بأنه حارب الآسيويين، واستولى على مدنهم، وحطم أجانب الشمال، وهزم التمحو، وأهلك شعوب البحر، وجاءت إليه بابل، وخيتا منحنيتين؛ مما يدل على أنه كان في حروب بعد توليه الملك مباشرة، وهذا النص:
 السنة الثانية، الشهر الحادي عشر، اليوم السادس والعشرون في عهد جلالة رعمسيس الثاني، محبوب آمون رع ملك الآلهة، وخنوم رب إقليم الشمال، يعيش الإله الطيب منتو صاحب الملايين القوي البأس مثل ابن نوت المحارب من أجل الأسد القوي القلب، ومن هزم عشرات الألوف، والجدار العظيم لجيشه في يوم الواقعة، ومن نفذ خوفه في كل الأراضي، ومن تبتهج مصر عندما يكون الحاكم في وسطها — أي الأراضي الأجنبية، ولقد وسع حدودها إلى الأبد ناهبًا الآسيويين، ومستوليًا على مدنهم، ومن حطم أجانب الشمال، ومن سقطت التمحو (اللوبيون) خوفًا منه، والآسيويون يرجون نفس الحياة منه، ومن يرسل مصر للقيام بحملات، وقلوبهم ملأى بخططه عندما يجلسون في ظل سيفه، ولا يخافون أية بلاد، وقد أهلك محاربي البحر، ومضى الوجه البحري الليل نائمًا في سلام، وإنه ملك يقظ دقيق الخطة، لا يخيب ما يقوله، ويأتي الأجانب إليه حاملين أطفالهم ليسألوه نفس الحياة، وصوته عظيم في حرب بلاد النوبة، وقوته تصد الأقواس التسعة، وبابل وخيتا، و… تأتي إليه خاضعة لشهرته. 
وإذا ألقينا نظرة فاحصة على محتويات هذا المتن — على الرغم مما يشيع فيه من عبارات المدح، وقرض الثناء للملك على شجاعته، وأمثال ذلك من الجمل التقليدية التي نجدها في كل متن خاص بالملوك المصريين، وجدنا أن هذا الملك قد شن حروبًا على قوم جدد، غير النوبيين، واللوبيين، والآسيويين الذين يستفتح الملك عهده بمحاربتهم، وهؤلاء القوم هم شعوب البحر الذين يعرفون بالشردان، ولا بد أنهم كانوا قد أغاروا على مصر في السنة الثانية من عهد هذا الملك فقضى عليهم الأسطول المصري، وأصبح أهل الوجه البحري ينامون في سلام، وهذا يفسر لنا وجود جنود شردان في معركة قادش، وهم الذين كانوا عماد الملك في هذه الموقعة؛ لأنهم كانوا حرسه الخاص كما سنرى بعد. 

### الشردان — أصلهم وحروبهم
الشردان هم قوم من شعوب البحر، ومن المحتمل أن اسم جزيرة سردينيا مشتق من اسم هذا الشعب كما يدل على ذلك نقش فينيقي وصل إليها من عهد القرن التاسع قبل الميلاد، وأول ظهور لفظة شردان كان في رسائل تل العمارنة؛ حيث نجدهم كانوا تابعين للحامية المصرية في جبيل (ببلوص)، وهذا يشعر بقيام حرب مع أقوام البحر الأبيض المتوسط في عهد أمنحتب الثالث، أو قبل ذلك عندما أخذ بعض هؤلاء الأقوام أسرى، وقد جاء ذكرهم صراحة بوصفهم أسرى على حسب ما ذُكر في ورقة أنسطاسي حيث أشيد إلى إعداد شردان في الأخضر العظيم (البحر الأبيض المتوسط) بالسلاح، وهم من أسرى جلالته، وكذلك ذكروا في ورقة أنسطاسي مرة أخرى بوصفهم فرقة في الجيش المصري، وكذلك جاء ذكرهم في قصيدة رمسيس العظيمة في حديثه عن حملته الكبرى على خيتا؛ حيث يصف كيف أنه أعد جيشه وفرسانه، وجنود شردان الذين أسرهم جلالته ولا شك في أن تخصيص هؤلاء القوم الأجانب بالذكر في الجيش المصري دليل على الدور الهام الذي لعبوه بين فرق هذا الجيش، وقد حافظوا على مكانتهم الهامة بين الجنود المصريين، وبين المصريين عامة حتى عهد رمسيس الثالث، كما يدل على ذلك ما جاء في فقرات عدة في ورقة هارس، وكان أول ذكر شردان بوصفهم أعداء مصر في اللوحة المهشمة التي وجدت في تانيس» حيث نقرأ: «… شردانا الثائرة قلوبهم … سفن حربية في وسط البحر …» هذا بالإضافة إلى ما جاء في اللوحة التي نحن بصددها في مدح رمسيس الثاني، وهو: «وقد أهلك محاربين من سكان الأخضر العظيم، وبذلك أمضى الوجه البحري الليل نائمًا في سلام.»
وهذان الاقتباسان معًا يدلان على أن الدلتا قد هوجمت منذ سنوات عدة من البحر قبل عهد مرنبتاح، وأن قوم الشردان كانوا من بين المهاجمين.
وقد عرفنا شخصية هؤلاء القوم الأجانب من منظر على جدار في مدينة هابو؛ حيث نجد رسم سلسلة أمراء أجانب، ويتبع رسم كل أمير منهم عبارة مفسِّرة لشخصيته، وقد كُتب فوق الأمير الشرداني: «شرداني البحر»، وهو يميَّز عن كل الأمراء الآخرين بالخوذة التي يلبسها المثبتة فيها قرون، وشوكة بارزة تنتهي بقرص أو كرة، كما يمتاز وجهه بأنف أقنى، ولحية طويلة، ويتحلى بقرط كبير، ونلحظ أن تلك الخوذة الخاصة كان يلبسها جميع أفراد هؤلاء الأقوام الذين نشاهدهم في مناظر الجيش المصري، أو في مناظر مواقع القتال، غير أن معظمهم كان حليقًا. أما القرط فقد خُص به الأمراء، ويلحظ كذلك أن الخوذة كانت خالية من الشوكة أو القرص المثبت فيها، غير أنها تحتوي على شسع يمر تحت الذقن، أما أسلحتهم فكان من بينها السيف، ولكن سلاحهم الرئيسي الحربة، ولم يستعملوا قط القوس والنشاب، ووطنهم الأصلي الذين هاجروا منه هو كما ذكر لنا رخاروف بأدلة أثرية هامة، توحي بأنهم قد وفدوا إلى جزر البحر الأبيض المتوسط، وآسيا الصغرى من بلاد القوقاز؛ إذ قد وجدت في هذه الجهات تماثيل صغيرة من البرونز من العصر البرونزي بخوذات تشبه الخوذات التي على رءوسهم تمامًا، تلك التي كان يلبسها الشرداني، وهي التي قد وجد نظائرها في سردينيا، وأهم من ذلك في نظر الباحثين في هذا الموضوع، أمثال الدكتور هول، والأثري سمث ما وجد لهم من سيوف طويلة عريضة تشبه التي وُجدت مصورة مع جنود شردان على جدران معبد أبو سمبل، ومدينة هابو، كما عثر كذلك على سيوف قصيرة، أو خناجر مثلثة الشكل مثل التي كان يستعملها الشردان، والفلسطينيون على السواء.

## حروب رمسيس الثاني مع التمحو
جاء على لوحة أسوان المؤرخة بالسنة الثانية من عهد رمسيس الثاني أن التمحو قد هُزموا خوفًا منه. وهذه العبارة لا تدل على شيء معين، فضلًا عن أن لدينا ثلاثة مناظر تصور لنا انتصاره على هؤلاء القوم، اثنان منها في معبد بيت الوالي، والأخير في معبد أبو سمبل، ولكن النقوش المفسرة لها لا تحدثنا بشيء خاص اللهم إلا الجمل العادية، مثل: إخضاع أراضي التمحو الخارجة. والواقع أن النقوش التي تركها لنا رمسيس الثاني مفسرة لمناظر حروبه مع بلاد التمحو وانتصاره عليهم؛ فيها شك كبير، ومن المدهش أنه لم يوجد بين صور المواقع العدة التي خاض غمارها رمسيس الثاني واقعة معينة حدثت بينه وبين اللوبيين (التمحو)؛ ولذلك يتساءل الإنسان إذا كانت هذه النقوش تدل على حروب وانتصارات حقيقية، أو أنها صور انتصارات وهمية من التي يصورها الملوك المصريين إشادة بقوتهم، وتغلبهم على الأقوام والممالك المجاورة، وبخاصة إذا علمنا أن منظر انتصار رمسيس على اللوبيين في معبد أبو سمبل هو صورة طبق الأصل من المنظر الذي تركه لنا والده سيتي الأول على معبد الكرنك، وقد استنبط برستد من متن لوحة عُثر عليها في تانيس أنه قد عُقدت معاهدة بين اللوبيين، والشردان بعد موقعة حربية، ويعزز ذلك بما جاء في أنشودة رمسيس الثاني في ورقة أنسطاسي الثانية، غير أن المتن مهشم، ولا يساعد على استنباط هذا الرأي، وإذا كانت قد وقعت حروب بين رمسيس الثاني واللوبيين، فلا بد أن تكون قد حدثت بعد السنة الخامسة، وعلى ذلك يمكن الإنسان أن يقبل — على حسب ما جاء في لوحة أسوان المؤرخة بالسنة الثانية — وقوع حرب بين رمسيس، وبلاد النوبة، وأن الحرب التي قامت بين رمسيس وخيتا في السنة الخامسة هي حملته الثانية المظفرة، وعلى ذلك لا يمكن أن تكون الحرب مع لوبيا قد حدثت في السنة الأولى كما يقول بتري. وعلى أية حال، فإن الحروب التي رسمت على معبد بيت الوالي يعزوها سيلي كما ذكرنا قبلًا إلى عهد اشتراك رمسيس الثاني مع والده في الحكم.  

## حروب رمسيس الثاني في بلاد النوبة
ذكرنا فيما سبق على حسب ما استنبطه الأثري كيث سيلي أن الحروب التي صورت على معبد بيت الوالي، وهي التي قامت بين رمسيس الثاني وبلاد النوبة، كان قد احتدم أوارها بين البلدين في عهد اشتراك رمسيس مع والده في الحكم، غير أن هذه المناظر التي تصور لنا تلك الحروب في بلاد النوبة على جدران معبد بيت الوالي وغيره من المعابد المصرية، لم تضع أمامنا حربًا معينة لها تواريخها، وحوادثها كما هي الحال في حروب رمسيس الثاني مع بلاد آسيا، بل نجد مناظر حروب بلاد النوبة، والبلاد الأخرى يختلط بعضها ببعض حتى أصبح من المستحيل علينا أن نتكلم على كل منها على حدة، فلدينا فضلًا عن مناظر بيت الوالي مناظر على معبد أبو سمبل، ومعبد الأقصر، ومعبد العرابة هذا غير ما ذُكر على لوحتي أسوان وتانيس اللتين تحدثنا عنهما، ولا نعلم إن كانت مجرد مناظر فخرية لتبرز قوة الملك، وشدة بأسه، وانتشار نفوذه، أو كانت هناك وقائع حربية حدثت فعلًا، وغابت عنَّا تفاصيلها وتواريخها.
ففي معبد أبو سمبل منظر يظهر فيه رمسيس الثاني، وفي يده السيف والقوس ممتطيًا عربته على مهل، ومعه جيش يسير في ركابه، وبجانب جواداه وأسده الأليف يتبعه، ويسير أمام العربة أحد أتباع الملك يحمل قوسًا، وكنانة، وعصا، ونعلي الملك، وسيق أمامه صفان من الأسرى السود مكبلين في الأغلال، والمتن المفسِّر لهذا المنظر يقول:
 الإله الطيب الذي يضرب الجنوب، ويحطم الشمال، والملك المحارب بسيفه، والطارد إلى أبعد مدى أولئك الذين يتعدون أماكنه الحصينة، وعندما يحط جلالته رحاله في الممالك يهزم عشرات الألوف ويخربها، وقد … «رتنو» ذابحًا رؤساءهم، وجاعلًا السود يقولون: ابتعدوا إنه مثل اللهيب عندما يندلع، ولا يوجد ماء يطفئه، وإنه يجعل الخارجين يصمتون عن المتناقضات التي تخرج من أفواههم عندما استولى عليهم. 
وفي منظر آخر نشاهد رمسيس، وبيده القوس يقود صفين من الأسرى السود يقدمهم إلى ثالوث طيبة، وهم: آمون،وموت، وابنهما خونسو.
وقد كتب المتن التالي فوق صورة رمسيس والسود:
 إحضار الجزية بوساطة الإله الطيب لوالده آمون رع رب طيبة، بعد وصوله من بلاد كوش هازمًا الأقاليم الخارجة، ومحطمًا الآسيويين في أماكنهم، وتشمل فضة وذهبًا، ولازورد وتوتية، وكل حجر فاخر غالٍ بمقدار ما كتبه له من قوة ونصر على البلاد كلها.

ورؤساء الكوش الخاسئون الذين أحضرهم جلالته من انتصاراته في بلاد كوش ليملئوا مخازن والده الفاخر آمون رع رب طيبة هم بقدر ما أعطاه قوة على الجنوب، وانتصارًا على الشمال مخلدًا وسرمديًّا. 

## حروب رمسيس في آسيا
تكلمنا عن حروب رمسيس مع الشردان، ولوبيا، والنوبة فيما سبق، وقد رأينا أنها كانت كلها حروبًا مبهمة لا يمكن تحديد مواقعها أو أسبابها؛ لأننا لا نعرف عنها إلا النزر اليسير، وتدل شواهد الأحوال على أن معظمها حدث في عهد اشتراك رمسيس مع والده، وحتى حروبه الأولى في سوريا إذا كانت هناك حروب إلى السنة الخامسة لا نعلم عنها شيئًا معينًا لقلة ما لدينا من المصادر الواضحة، وقد كان أكبر مناهض له في آسيا مملكة خيتا التي تُعد أكبر دولة وقفت في وجه مصر في الأصقاع الآسيوية، وقد بقي النضال بينهما محتدمًا مدة تربى على عشرين عامًا، ويمكن تقسيمها ثلاثة أطوار مميزة: ففي الطور الأول: كانت حدود رمسيس الثاني الفينيقية تمتد شمالًا حتى بيروت، ثم أوغل بعد ذلك حتى نهر العاصي، وهناك قابل خيتا في معركة قادش، ولم تكن نتائجها مرضية للجانب المصري إلى حد كبير؛ إذ إن قادش قد بقيت في يد خيتا بعد الواقعة. والطور الثاني: نجد فيه رمسيس الثاني يحارب أهالي فلسطين الذين حرضهم ملك خيتا على الخروج على مصر، وقد أطفأ رمسيس نار الثورة هناك، وعادت فلسطين»خاضعة للحكم المصري. أما الطور الأخير: فنجد فيه رمسيس في بلاد خيتا يغزوها؛ فتابع فتوحه حتى وصل إلى بلدة تونب، وعندئذ خاف ملك خيتا على بلاده، وأرسل إلى رمسيس يطلب عقد محالفة دائمة بين البلدين، وقد لوحظ في شروطها أنه لم تعيَّن حدود معلومة تفصل أملاك البلدين بعضها عن بعض.
وسنفحص كل طور من هذه الأطوار على حدة:

### بداية الحروب مع خيتا
كانت الخطة الحكيمة التي اخترعها عقل تحتمس الثالث الجبار في حروبه مع آسيا الاستيلاء على سوريا، والإيغال في داخلها، هي أن يبدأ بتأمين طرق مواصلاته بالاستيلاء أولًا على موانئ الساحل، ومن ثم يوغل في الداخل حيث يلتقي مع خيتا للمرة الأولى.
ولذلك كانت أول حملة أو زيارة قام بها رمسيس موجهة إلى ساحل فينيقيا، وقد أوغلت في سيرها حتى بيروت، وهناك أقام لوحة على نهر الكلب في السنة الرابعة، وقد وجدت كذلك لوحتان في هذه الجهة، غير أن تاريخهما ليس معروفًا تمامًا لتآكل ما عليهما من نقوش، ولا نعرف على وجه التأكيد إذا كان رمسيس الثاني قد حارب في هذه الجهة أم لم يحارب، والأمر الهام الذي نستخلصه من وجود هذه اللوحة في تلك البقعة أنها تعد على وجه التقريب آخر ما وصلت إليه فتوح سيتي الأول، أو بعبارة أخرى حدود إمبراطوريته، وأن رمسيس قد جاء بشخصه إلى فينيقيا، وأخيرًا تبين لنا التقدم الذي وصل إليه نحو الشمال.

### الحملة الثانية: معركة قادش
وتعد الموقعة التي تقابل فيها رعمسيس الثاني مع الخيتا وجهًا لوجه لأول مرة عند بلدة قادش نهاية الطور الثاني من حروبه مع هذه المملكة العظيمة.
سار رعمسيس الثاني على رأس جيشه في السنة الخامسة من حكمه لمنازلة مملكة خيتا في حملة قد مهد لها، ووضع خططها في السنين التي سبقت قيامه بها؛ إذ قد استولى على ساحل فينيقيا حتى بيروت، وأقام لوحة حدود إمبراطورية في هذه الجهة عند شواطئ نهر الكلب. والواقع أنه لا يمكن الجزم بمن كان المعتدي الأول من البلدين، وخرق المعاهدة التي أبرمها سيتي، والصورة التي نكوِّنها من خطابات تل العمارنة عن هذا العصر تصوِّر لنا غربي آسيا في حالة اضطراب ودسائس، تظهر فيها بلاد خيتا تعمل جهد الطاقة للاستيلاء على الأصقاع الأسيوية كلما سنحت الفرصة لتوسيع رقعة بلادها، ومد سلطانها. وفي استطاعتنا من جهة أخرى أن نتصور رعمسيس الثاني منذ نعومة أظفاره مشبعًا بروح والده الحربي، جاهدًا في أن يعيد لمصر إمبراطوريتها بالغزو والفتح. والواقع أن رعمسيس الثاني عند توليه عرش الملك كان حدث السنِّ، كما قدمنا، وكان نشطًا في الوقت نفسه، وطموحًا إلى أقصى غاية بفضل دم الشباب، ساعيًا في توسيع رقعة بلاده. ورجل هذه أطماعه ومقاصده يرى في كل معاهدة تحول دون تنفيذ أغراضه قصاصة ورق وحسب، ومع ذلك لا يمكننا الجزم هنا برأي والده سيتي الأول في تشجيع مواصلة الحرب مع خيتا عند سنوح الفرصة ليستولي على شمالي سوريا أم لا، ولكنا نعلم أن ملك خيتا مواتالي بقي مسالمًا، ومن المحتمل أن البعث الذي أرسله، كان الغرض منه الوصول إلى محادثات تؤدي إلى إيجاد علاقات سلمية، ولكن لم يكن في استطاعة مملكة خيتا أن تصر على إيغال مصر في سوريا، وهذا ما كان قد شرع فيه رعمسيس، ثم تبقى مكتوفة اليدين.
وفوق ذلك كله كان لا بد للنظر في أمر سقوط بلاد الآمورين التي كانت منذ جيلين داخل دائرة نفوذهم، ويجب ألا تبقى مكشوفة غير محصنة، وعلى ذلك وطَّد الملك مواتالي العزم على القيام بهجمة مضادة؛ فقام بتجنيد شامل كما ذكرت لنا النصوص المصرية، فجمع كل ما في البلاد من ذهب وفضة حتى نزف دماء أهلها، وأعد بتلك الثروة العظيمة جيشًا عظيمًا، وجمع حوله كل البلاد المحالفة له؛ أي التي كانت تحت سلطانه، وهي التي جاء ذكرها في نقوش الملحمة، وفي نقوش التقرير الرسمي عن الموقعة، وهذا الجيش كان يتألف من مشاة مسلحين بالحراب والسهام، ومن عربات حرب، وبذلك أصبح كل سهل آسيا الصغرى، وشمالي سوريا (بلاد نهرين) حتى ما وراء قادش مشتركًا معه في شن الحرب على مصر، وقد كان غرضه الأول استرجاع بلاد 
«آمور».
وكان على رأس فرق هذا الجيش أمراء الحلف الذين كانوا مع ملك خيتا (مواتالي)، وكذلك كان معه خاتوسيل الوصي على «البلاد المرتفعة»، وقد صوَّر لنا رعمسيس الثاني صورة ناطقة لهؤلاء الجموع في النقوش والصور التي تركها لنا على جدران معابده المختلفة التي على الرغم من اختلاف الروايات في جزئياتها تعد من أهم المصادر التي يعتمد عليها، وبخاصة ما تركه لنا من المناظر على معبد الأقصر، وفي معبد أبو سمبل، وعلى جدران «الرمسيوم»، وكذلك على الجزء الأسفل من جدران معبد «العرابة المدفونة» (أبيدوس)؛ فنشاهد فيها مع طرازي خيتا الممثلين على هذه الجدران ساميين لهما لحيتان، وخصلة شعر، كما نجد آخرين معظم شعورهم حليقة، أو قُصت قصًّا قصيرًا جدًّا، وأهل البدو الذين ميزوا تمييزًا تامًّا بتقاسيم وجوههم وملابسهم، وقد مثلوا هناك كثيرًا، وهم الذين يُعرفون في المتون المصرية باسم «شاسو»؛ وتدل الظواهر على أنهم كانوا يتدفقون على الجيوش حتى من دائرة النفوذ المصري، ومن ثم تظهر العلاقات القديمة ثانية بين الخيتا، وأولئك الأقوام من الساميين البدو — أي «الخبيري» — الذين كانوا ينزحون إلى البلاد صاحبة الثقافة للنهب والسلب من شمالي سوريا، وبلاد «مسو بوتاميا» (ما بين النهرين)، وهذه المناظر تشمل الجزء الأعظم من مشاة الخيتيين الذين اشتركوا في موقعة قادش، وهم الذين وقفوا بجوار مليكهم أمام قادش، وكانوا يتألفون من فرقتين: واحدة منهما نحو ثمانية آلاف، والثانية نحو تسعة آلاف مقاتل، يضاف إلى ذلك بعض جنود من «خيتا»، وبخاصة مشاة حلفائها.
أما عدد عربات القتال التي كان يستعملها ملك خيتا وحلفاؤه، فهي على حسب الصور المصرية نحو ثلاثة آلاف وخمسمائة، فإذا كان هذا العدد صحيحًا، وأن كل عربة كانت تحمل ثلاثة مقاتلين كما تقول النصوص، فإن قوام خيَّالتهم كان نحو خمسمائة وعشرة آلاف مقاتل، والواقع أن عدد مشاة جيش خيتا لم يبالَغ فيه كما بالغ اليونان في عدد مشاة الفرس، وتدل الظواهر على أن كل قوتهم كانت نحو خمسة وعشرين وثلاثين ألف مقاتل، غير العربات والرجال الذين يقومون بخدمة الجيش، وحراسة عتاده.
ولا شك في أن هذه القوة كانت عظيمة إذا راعينا بُعد الشقة، وما كان يتطلبه الجيش من تموين لا بد أن يصل إليه في ساحة القتال لمدة قد يطول أمدها في بلاد نائية عن موطنهم الأصلي. والآن بعد أن ألقينا نظرة خاطفة على تكوين جيش خيتا يجب أن نفحص عدد الجيش المصري عندما قام رعمسيس بهذه الحملة على عدوه العنيد، ومما يؤسف له أنه لا توجد لدينا أسس حقيقية نعتمد عليها لمعرفة قوة الجيش المصري وقتئذ كما كان لدينا عن جيش الخيتا، ومن المدهش أن المصري كان يقدم لنا الأعداد الحقيقية عن الرجال الذين كانوا يستخدمون في حملات أقل أهمية، وكان عدد الجيش المحارب عندهم سرًّا من الأسرار، ولا أدل على ذلك من إعطاء المصري عدد رجال البعوث التي ترسل للعمل في المناجم، أو إلى بلاد النوبة، ولكن من جهة أخرى لم نعثر في أية وثيقة بقيت لنا على عدد الجنود في أية معركة حربية كبيرة، ولدينا وثيقة واحدة من عهد رمسيس الثالث ذكر لنا فيها عدد الرجال، وكلهم من الأجانب المرتزقة الذين أرسلوا إلى وادي حمامات، وهؤلاء من جنود شردان، وعددهم ألف وتسعمائة جندي، ومن جنود «كهك» ستمائة وعشرون، ومن جنود المشواش ستمائة وألف، ومن العبيد ثمانون وثمانمائة، ومجموعهم خمسة آلاف جندي.
وإذا رجعنا إلى عهد الأسرة الحادية عشرة وجدنا أن الملك «نب تاوي رع» «منتوحتب» جمع جيشًا قوامه عشرة آلاف رجل من المقاطعات الجنوبية، وثلاثة آلاف بحَّار من الدلتا؛ فيكون مجموعهم ثلاثة عشر ألف رجل أرسلهم جميعًا إلى وادي حمامات لاستخراج الأحجار، وفي زمن الأسرة نفسها أرسل الملك «سعنخ كارع» ثلاثة آلاف رجل فقط لنفس المحاجر، وفي عهد الأسرة الثانية عشرة أرسل حاكم المقاطعة «أميني» أربعمائة رجل في حروب بلاد النوبة لمساعدة الملك، وستمائة رجل إلى قفط لحراسة قافلة لاستخراج الذهب، وأرسل «أمنمحات الثالث» جيشًا مؤلفًا من ألفين وخمسمائة رجل إلى وادي حمامات، ومعهم ثلاثون رجلًا من قاطعي الأحجار، وثلاثون بحارًا، وعشرون شرطيًّا من حراس الجبانة، وكذلك أرسل قوة مقدارها ثلاثون وسبعمائة جندي إلى مناجم وادي مغارة، ويدَّعي مرنبتاح بن رعمسيس الثاني أنه أرسل ستة وسبعين وثلثمائة وتسعة آلاف جندي في حملة على بلاد لوبيا، ويحتمل أنه قد أسر عددًا أكبر من هذا في هذه الحملة، ويقال: إن رمسيس الثالث ذبح في حملة واحدة ستة وثلاثين وخمسمائة واثني عشر ألف رجل من العدو، ولكن في حملته الثانية لم يذبح سوى خمسة وسبعين ومائة وألفي رجل، وأسَر اثنين وخمسين وألف رجل، فمن كل ما سبق يظهر أن الجيش المصري لم يكن ضخمًا، ولا بد أنه كان لا يزيد على خمسة وعشرين ألفًا، أو ثلاثين ألف مقاتل في أية حملة قام بها الملوك المصريين، وكان جيش رعمسيس الثاني في موقعة قادش يتألف من أربعة فيالق بعضهم من جنود شردان، وهم الذين يتألف المشاة الثقال منهم، غير أنه ليس من المستطاع معرفة عددهم بالنسبة للجيش كله، كما لا يمكننا أن نعطي نسبة المشاة للفرسان، وقد ذكر لنا «مسبرو» أن جنود خيتا وحلفاءهم كانوا يقدرون بنحو عشرين ألف مقاتل، ولم يكن في استطاعة رعمسيس أن يغزو بلاد عدوه بأقل من مثل هذا العدد، وعلى ذلك يحتمل أن قوام كل فيلق من فيالق جيشه كان نحو خمسة آلاف محارب، ويقدر «مسبرو» قوة جيش رعمسيس الثاني بنحو خمسة عشر ألفًا، أو ثمانية عشر ألف مقاتل، ولكن هذه التقديرات كلها لا تخرج عن الحدس والتخمين. ويمكن أن نتصور حملة رعمسيس الثاني على خيتا كما يأتي:
 سار رعمسيس الثاني في السنة الخامسة من حكمه، الشهر التاسع، اليوم العاشر (حوالي 17 أبريل سنة 1286ق.م) مجتازًا حدود مصر عند قلعة «ثارو» القريبة من القنطرة الحالية على رأس جيشه الذي كان يتألف من أربعة فيالق، فكان فيلق آمون الذي تحت قيادته مباشرة يتقدم الفيالق الأخرى، أما الفيالق الأخرى وهي: فيلق رع، وفيلق بتاح، وفيلق «ستخ» فكانت تتبعه على حسب الترتيب، ولا نعلم على وجه التأكيد الطريق التي اتخذتها هذه الجيوش في فلسطين ولكن نعلم أنها وهي في جنوبي لبنان كانت تسير على امتداد الطريق الساحلي، وتشير القصيدة في أولها إلى أن الملك كان قد نظم أول قوة للميدان من كل ضباط جنوده الخاصين حينما كانوا لا يزالون بالقرب من شاطئ أرض آمور، وهذه الفرقة هي التي كُتب عليها في المناظر: «وصول جنود الملك المصري الشباب (نعرن) من أرض آمور.». أما بلاد آمور فهي الجزء الساحلي من شواطئ بلاد البحر الأبيض المتوسط الذي استولى عليه في السنين السالفة لهذه الحملة، كما ذكرنا من قبل، وبالقرب منه تقع بلدة «وسر ماعت رع» (مري آمون رعمسيس ماعت) الواقعة في وادي الأرز، ولا نزاع في أن هذه البلدة كانت قاعدة رعمسيس البحرية، ولا بد أنها كانت عند مصب نهر الكلب أو بالقرب منه، بجوار اللوحة التي كان قد أقامها في هذا المكان من قبل، وأطلق عليها لوحة نهر الكلب. ومن ثم أوغل رعمسيس الثاني وجيشه في داخل البلاد موليًا وجهه شطر قادش، وهذه المدينة — كما ذكرنا آنفًا — موحدة بالمكان المسمى تل نبي مندو الحالي، وتحدِّثنا نقوش الوثائق المصرية على أن آخر مكان ضرب فيه الجيش المصري خيامه قبل نشوب الواقعة كان على الهضبة التي جنوب قادش ويقول الميجر برن الذي ناقش تصوير الأستاذ برستد لهذه الواقعة من الوجهة الحربية:«إن الجيش المصري حتى هذه النقطة كان يسير بلا انقطاع مدة ثلاثين يومًا، بمعدل ثلاثة عشر ميلًا في اليوم»، ولا نزاع في أن هذه كانت سرعة عظيمة كلفت الجنود المشاة جهدًا أكثر من المعتاد، ونعلم من جانبنا من تواريخ تحتمس الثالث أن أول حملة قام بها على مجدو تحدثنا أنه ترك قلعة ثارو، وسار بجيشه إلى غزة؛ فقطع المسافة بينهما، وهي مائة وخمسة وعشرون ميلًا في عشرة أيام — أي بمعدل اثني عشر ميلًا ونصف ميل في اليوم —، وبذلك نرى على حسب رأي الميجر برن أن سرعة سير جيش رعمسيس الثاني كانت تفوق سرعة جيش «تحتمس الثالث»، أو تعادلها. ولما وصل رعمسيس إلى الهضبة الواقعة جنوبي قادش ضرب خيام جيشه فيها، وهذه الهضبة توجد الآن عند قلعة «الهرمل»، وهي ضمن هضاب البقاع، وهو الوادي المرتفع الواقع بين جبال لبنان،٦٧ وكان على «رعمسيس» أن يسير مسافة يوم كامل ليصل إلى قادش، من ثم سار الفرعون بجيوشه شطر الشمال؛ فوصل جلالته جنوب مدينة «شبتونا» (ربلة)، وكان رعمسيس الذي بقيادته فيلق آمون يسير شمالًا على الشاطئ الشرقي من «نهر الأرنت»، أما الفيالق الأخرى فكانت خلفه تتبعه في سيره على مسافات مختلفة، والظاهر — كما تدل النقوش — أن رجال الكشافة لم يكن في مقدورهم أن يستطلعوا مواقع العدو بالضبط، وكانت الفكرة السائدة بينهم هي أن جيش العدو كان لا يزال بعيدًا جهة الشمال، وعندما اقترب رعمسيس من مخاضة «الأرنت» الواقعة فوق بلدة «شبتونا» حضر إليه جاسوسان من العدو (شاسو) ليخبراه بأنهما ومواطنيهما كذلك يرغبون في التخلص من جيش خيتا، والانضمام إلى المصريين، وأن ملك خيتا قد تقهقر إلى حلب في شمالي «تونب»، وأن العدو يتوجس خيفة من أن يأتي جنوبًا لمحاربة المصريين؛ وهذا البلاغ كان — بطبيعة الحال — مختلقًا من أساسه؛ إذ الواقع أن ملك خيتا الخاسئ كان مختبئًا بعيدًا عن الخطر هو وجيشه خلف مدينة قادش، وتقول النقوش المصرية صراحة: إن العدو كان يكمن للجيش المصري خلف مدينة قادش، أو في الشمال الغربي من مدينة قادش كما جاء في نص البردية، وهذا هو الموقع الذي بنى عليه الأستاذ برستد مصوَّره الجغرافي التخطيطي لمركز الجيوش المصرية، غير أن الميجر برن قال: إن الشمال الغربي لا بد أن يكون غلطة من جانب كاتب البردية، وهذا ليس ببعيد؛ لأن المتون الأخرى التي على جدران المعابد لم يأتِ فيها تحديد الجهة، بل ذكرت كلها على أنه كان خلف «قادش» وحسب.
وحقيقة الأمر أن هذا المكان بعينه هو الذي عسكر فيه رعمسيس بعد بضع ساعات فيما بعد في أثناء النهار بعدما تحرك بجيشه إلى الشمال. والآن يتساءل الإنسان: كيف يتسنى للمصريين أن يضربوا خيامهم دون أي حذر في مكان قد أخلي في الوقت نفسه من عدد عظيم من الرجال، والخيل، والعربات دون أن يلحظ المعسكرون الجدد أي أثر يدل على أنه كان محتلًا بالعدو من قبل؟ وكذلك يتساءل الميجر برن كيف يتسنى لكاتب القصيدة أو التقرير أن يعرف موقع الجيش المعادي قبل أن يشتبك في القتال؟ ولذلك يعتقد أن الشمال الشرقي هو الوضع الصحيح لا الشمال الغربي؛ إذ الواقع أن رعمسيس قد عبر النهر عند شبتونا متجهًا نحو قادش على الشاطئ الغربي، وعلى ذلك يحتمل أن الكاتب عندما كان يتكلم عن خيتا واختبائهم خلف قادش كان يفكر في أنهم لا بد كانوا في الشمال الشرقي من قادش مختفين عن أعين المصريين وراء منازل المدينة، والتل المرتفع في وسطها، يضاف إلى ذلك أن رعمسيس كان في هذا الوقت معسكرًا في الشمال الغربي من قادش، وكان جيش خيتا وقتئذ بلا نزاع معسكرًا شرقي المدينة، وإذا كانوا كما يقول برستد في الأصل في الشمال الغربي، وكما جاء في متن البردية، فإن هذا الانتقال كان يحتم نقل جيش قوامه حوالي عشرين ألف مقاتل عبر النهر في رائعة النهار، ويظن برن أنه كان لا يمكن ذلك في تلك المدة الوجيزة التي ذكرت. 
والواقع أن رعمسيس قد خانه الحظ بعدم استطاعة كشافته معرفة موقع العدو، هذا بالإضافة إلى أنه — على ما يظهر — قد صدَّق ما قصه عليه الجاسوسان، وعلى ذلك سار بحرسه في سرعة خاطفة على بلدة قادش، وقد كان سيره سريعًا إليها لدرجة أن جيش آمون لم يكن في استطاعته أن يجاريه في السير؛ إذ لم يكن بصحبته إلا حرسه الخاص، وقد كانت المسافة بين جيش آمون وجيش بتاح نحو ميل ونصف، في حين كان جيش ستخ يتعثر في سيره في المؤخرة بعيدًا، حتى أن مؤلف القصيدة قد ذكر بإبهام أنه كان سائرًا على الطريق، والواقع أنه لم يشترك في الموقعة قط. ولا نزاع في أن مثل هذا التوزيع للجيوش المصرية يعد طريقة فاشلة في القيادة الحربية، هذا على زعم أن رعمسيس كان يعرف أن جيش العدو قريب منه، ولكن الحقيقة أنه ظن أن أمير خيتا الخاسئ كان على مسافة لا تقل عن مائة ميل بعيدًا عنه عند حلب؛ ولذلك كان لسير جيوشه على هذا النظام الذي يفصل بعض الفرق عن بعض مسافات ما يبرره، هذا فضلًا عن أن سيرها متباعدة بعضها عن بعض يريح الجنود؛ إذ يجعلهم يصلون إلى ساحة القتال دون أن يصيبهم إعياء كبير قد يؤثر على سير الواقعة.
بعد ذلك تحدثنا القصيدة والتقرير الرسمي على السواء أن رعمسيس قد وصل إلى شمالي مدينة قادش على الشاطئ الغربي من نهر الأرنت يتبعه فيلق آمون، وعسكر هناك وقت الظهيرة، أما فيلقا رع، وبتاح، فكانا وقتئذ لا يزالان يسيران على الطريق مخترقين غابة أرنانامي، أما فيلق ستخ فلم يأتِ له ذكر في المتن.
وكان رعمسيس في موقفه هذا في غفلة عما ينتظرها من أحداث جسام، بل ظن أنه يُحسد على ما قام به من خطط مرضية ينتظر من ورائها النصر العاجل، ولكن آماله كلها قد تبددت؛ إذ إنه في أثناء جلوسه على أريكته الذهبية في معسكره أحضر إليه كشافان من الأعداء، وبعد أن ضُربا ضربًا مبرحًا ليُطلقا عقال لسانيهما كي ينطقا بالحقيقة أذعنا وصدعا، فأسمعا الملك المصري الأخبار المفجعة التي أنبأته أن العدو واقف له بالمرصاد خلف قادش» المخادعة، وعندئذ أخذ رعمسيس يكيل لجنوده اللوم والتقريع، وفي ساعة توبيخهم انقض العدو بعد أن عبر النهر على فيلق رع في أثناء سير جنوده نحو مكان الملك المصري، وقد أمر الملك المصري وزيره — غير عالم بالكارثة الأخرى — أن يحث فيلقه — أي فيلق رع — على الإسراع، وأطاع الوزير الأمر، وعندئذ وصل إلى رعمسيس رسول يخبره بالكارثة التي حلت بفيلق رع، وفي هذه اللحظة بدأ الملك الفتي يدرك الخطر المحدق به الذي جلبه عليه طيشه وتسرعه.
وعلى أثر ذلك مباشرة أخذ الفارُّون من فيلق رع يهرعون إلى معسكر رعمسيس، والعدو يطاردهم بعنف وشدة، وقد ساد الهلع، وانتشر الفزع والرعب، والتفرقة بين رجال فيلق آمون؛ فأطلقوا لسيقانهم العنان مولين مدبرين مع الفارِّين، وبذلك استولى جيش الخيتا على معسكرهم، وأخذوا ينهبون ما فيه، وفي هذه اللحظة أظهر رعمسيس للملأ عظمته الحقيقية؛ إذ انتهز فرصة جشع جنود العدو في السلب والنهب، وقبض على ناصية الموقف، وهجم على العدو — ولم يكن معه إلا حرسه — في أضعف نقطة بشدة بأس وعنف بالغين حتى إنه قذف بهم في النهر.
وقد كان في مقدور رعمسيس أن يثبت في ميدان القتال بشجاعته الشخصية؛ حتى وصلت إليه نجدة أشار إليها المتن المصري بالمدد؛ مما جعل كفة ميزان الموقعة تميل إلى جانبه، ولم تأتِ الظهيرة حتى سيطر المصريون على الموقف، على أنه — لا متن القصيدة، ولا تقرير الموقعة — قد فسر لنا كُنه أولئك الجنود الذين أخذوا بناصر رعمسيس، وهم — بلا شك — لم يكونوا من أحد الفيالق السالفة الذكر.
وقد فحص الميجر برن هذا الموضوع بعناية، واستنبط أنهم لا بد كانوا يؤلفون جزءًا من الحامية التي كان رعمسيس قد تركها في قاعدته البحرية في السنة السالفة، وقد ساقهم معه في سيره إلى قادش، وقد ضمهم إما لمؤخرة فيلق رع، أو جعلهم يسيرون في مقدمة فيلق بتاح، وقد حدد برن مكان هؤلاء الجنود بين الفيلقين السالفي الذكر على المصور الذي رسمه برستد، ويظن أن الوزير — حين حاقت به الكارثة — قفل راجعًا على جناح السرعة ليحث فيلق بتاح فمر بهم — أي جنود المدد — في طريقه، وحضهم على الإسراع قُدُما بكل ما لديهم من جهد للحاق ب رعمسيس ونجدته.
وفي الحق وصل هؤلاء الجنود في اللحظة الأخيرة؛ إذ من البدهي أن رعمسيس لم يكن في مقدوره أن يقاوم أكثر مما قاوم أمام تلك الجنود الجبارة التي حشدها ملك خيتا عليه، غير أن هذا الرأي الذي قدمه لنا الميجر برن قد عارضه الأستاذ «إدوردمير»، وتناوله كذلك «جاردنر»، وجاء بتفسير آخر، ويتلخص فيما يأتي: جاء في متن القصيدة بعد وصف مواقع الملك المصري، وفيالقه الأربعة قبل نشوب المعركة مباشرة، وكذلك قبل ذكر حضور أمير خيتا في وسط جيشه، جملة مبهمة حُشرت في سياق الكلام، وقد ترجمها برستد كالآتي: «إن جلالته قد ألَّف الصف الأول من كل قواد جيشه حينما كانوا على الشاطئ في بلاد آمور.» وهو يشير بذلك إلى التوزيع الأول الذي قام به رعمسيس بين جنوده في نقطة ما في جنوب بلاد لبنان، ومن ثم اتجه رعمسيس بجيشه في الداخل. ويخيل لي على أية حال أن هذه العبارة لا بد أنها تشير إلى القوة التي صوِّرت في مناظر الموقعة على جدران المعابد كلها، وهم الذين قد حضروا على حين غفلة إلى الميدان، وعندما وجدوا معسكر الفرعون قد أُحيط من كل جهة هاجموا الخيتا في المؤخرة. والنقش الذي كُتب عنهم هو: وصول الجنود الشبان (نعرن) — وهم صنف من الجنود في الجيش المصري — من بلاد آمور. والتفسير الوحيد لذلك هو ما قاله إدوردمير عندما صحح ترجمة برستد للجملة المبهمة السالفة الذكر بقوله: «إنهم كانوا أول قوة ميدان خاصين» لا «الصف الأول من كل قواد جيشه.» وكانوا قد اندفعوا على الساحل بعد طرابلس، ومن ثم أوغلوا في الطريق الهام التي تعبر «النهر الكبير» وتؤدي إلى حمص، أو جاءوا عن طريق آخر على مسافة قصيرة جنوبًا، ومن الطبعي أن نلحظ هنا أن رعمسيس كان يريد أن يبسط أمامنا معظم أعماله العظيمة التي تبرهن على شجاعته، ولذلك لم يضع أمامنا إلا تفاصيل ضئيلة مختصرة بقدر المستطاع عن هذه القوة التي كانت سببًا في نجاته من هزيمة ساحقة، وهذا في الواقع هو التفسير المعقول لنجدة رعمسيس، بالإضافة إلى انصراف جنود «الخيتا» عن متابعة هزيمتهم لجنود الفرعون إلى نهب معسكره، وأخذ ما فيه من نفائس.
ولدينا أمر غريب لم يفسر بعد، وهو: ما السبب في أن ملك خيتا — بعد ما أحرزه من تقدم حتى الآن، وبعد أن كان النصر يكون في قبضة يمينه — لم يفكر في إرسال فيلق مشاته، الذي كان يبلغ ثمانية آلاف مقاتل إلى ساحة القتال، وبذلك يضمن عقد لواء النصر النهائي لنفسه؟ وقد ناقش الميجر برن هذه المسألة فقال: من المحتمل أن المخاضة كانت أعمق مما يجب على المشاة مما لم يشجعه على العبور، ولكني أظن أن السبب الأرجح لذلك هو انعدام تلك الهبة العالية في القائد العظيم عند ملك خيتا، وأعني بذلك قوة الأعصاب، والعزيمة الجبارة عند ساعة الخطر، والواقع أن هجوم نجدة الأموريين من الخلف هي التي أوقعت الرعب في جنود خيتا، وشتت شملهم.وعندما خيم الظلام ولى الأحياء من جنود خيتا الأدبار نحو المدينة، وكان رعمسيس ومدده الظافرين في هذا النزال، والواقع أنه حاق ب الخيتا خسائر فادحة، وكان من بين القتلى كثير من أسرة الملك وموظفيه، ولكنه لم يكن النصر الفاصل ل رعمسيس وجيشه، ولا بد أن الجيش المصري قد حاقت به خسائر فادحة، غير أن النقوش لا تعترف بذلك، وقد لخص الأستاذ برستد الموقف في العبارة التالية: «على أن ما جعل النتيجة نصرًا ل رعمسيس هو إنقاذه لنفسه من الدمار الساحق، أما إنه استولى في النهاية على ساحة القتال فلم يضف هذا إلى النصر إلا فائدة قليلة فعلية.»
ومما هو جدير بالذكر هنا أن كشف سجل «بوغازكوي» عاصمة خيتا القديمة، ودرس ما جاء فيها قد أثبت بصورة قاطعة ما جاء في النقوش المصرية عن العلاقات التي كانت بين الدولتين، ومن هذه السجلات قطعة صغيرة من النقوش عن موقعة قادش نفسها مكتوبة بوجهة نظر خيتا، وكذلك وجد بين هذه السجلات لوحتان عليهما جزء من مسودة المعاهدة التي عقدت بين الدولتين، وسنفحصهما فيما يلي. وعلى الرغم من أن نتائج موقعة قادش كانت منبع سرور شخصي، وابتهاج ل رعمسيس الثاني لما كشفت عنه من الشجاعة العالية والعبقرية الكامنة، التي ظهرت عند اشتداد الخطوب، وحرج الموقف، فإنها لم تكن من جهة أخرى كل ما تتوق إليه نفسه، وتطمح إليه آماله الكبار؛ إذ لم يستولِ رعمسيس على قادش، بل اضطر إلى العودة إلى مصر دون أن يصل إلى مأربه الأصلي، وفضلًا عن ذلك فإنه فقد معظم رجال فيلق من جيشه الذي زحف به من ثارو، ولا نزاع في أن هذه الحوادث كان لها أثر سيئ العاقبة بالنسبة لسمعة مصر وسيادتها في آسيا، ولم يترك الخيتا هذه الفرصة تفلت من أيديهم إذ أثاروا الفتن والقلاقل في الأملاك المصرية للقضاء على سلطانها، فقامت الثورات في الإقليم الشمالي من فلسطين التي كان قد أعادها سيتي لمصر، ثم انتشرت الفتن جنوبًا حتى أبواب المعاقل المصرية الواقعة في الشمال الشرقي من الدلتا، وبذلك تبخرت تلك الإمبراطورية التي اكتسبها سيتي لمصر في آسيا في بضع سنين قليلة، غير أن روح رعمسيس الحربي، وحبه للغزو اضطرَّه أن يبدأ فتح إمبراطوريته من جديد، والمصادر التي لدينا عن الحروب التي تلت موقعة قادش ضئيلة، هذا إلى أن ترتيب وقوعها غير مؤكد.

### الثورة في فلسطين
وكل ما نعرفه حتى الآن أنه بين السنة الخامسة، والثامنة هبَّ كل أمراء فلسطين بالثورات على رعمسيس بتحريض من خيتا؛ ولذلك اضطر إلى إعادة فتح كل أملاكه الأسيوية من جديد مبتدئًا بعسقلان، ولدينا على جدران معبد الكرنك منظر يمثل الهجوم على مدينة عسقلان، والنقوش المفسرة للمنظر تشير إلى قيام عصيان فيها، والواقع أن عسقلان لم تكن المدينة الوحيدة التي شقت عصا الطاعة، بل لا بد أنها كانت في حلف مع مدن فلسطين الأخرى. وفي هذا المنظر نشاهد الملك في عربته يهاجم الأسيويين ذوي اللحى، وهم مصطفون فوق شرفات المدينة الواقعة على مرتفع من الأرض، ويلاحظ أن سلالم الهجوم قد نُصبت، وأن ضابطًا مصريًّا يهدم بوابة المدينة ببلطته، في حين نشاهد السكان على الجدران يطلبون الرحمة، وقد نُقش مع منظر المدينة المتن التالي: «مدينة عسقلان الخاسئة التي استولى عليها جلالته عندما ثارت، وتقول — أي المدينة — إنه لسرور أن نكون رعاياك، وإنها لبهجة أن نعبر حدودك، خذ إرثك حتى نتحدث عن شجاعته في كل البلاد المجهولة.» ولم تحل السنة الثامنة من حكم رعمسيس حتى كان قد وصل إلى شمال فلسطين ثانية، واستولى على مدينة «الجليلي الغربي»، والوثيقة الوحيدة التي لدينا عن هذه الفتوح هي قائمة تظهر فيها صفوف مدن ذوات شرفات يسوق فيها ضباط مصريون الأسرى، وكل مدينة نقش عليها المتن التالي: «مدينة نهبها جلالته في السنة الثامنة»، وبعد ذلك يذكر اسم المدينة، غير أنه لم يبقَ من هذه الأسماء إلا قليل قد فحصه «مولر».
حصار دابور: والمكان الوحيد من بين هذه المدن الذي لا يقع غربي إقليم الجليل هو مدينة في أرض آمور تُدعى دابور، وتقع — على ما يظهر — في إقليم حلب بسوريا على حسب أحدث الآراء.
وقد مثل المفتن المصري الاستيلاء على هذه المدينة في صورة رائعة حية بتفاصيل شيقة على جدران معبد الرمسيوم، وفيها يظهر أولاد رعمسيس يقومون بدور هام في الموقعة.
والنقوش المفسرة لهذا المنظر على الرغم من أنها تكاد تكون كلها عقود مدح للفرعون فإنها مع ذلك تظهر لنا حقيقة هامة هي أن خيتا كانوا منذ واقعة قادش قد أوغلوا في هذه الأصقاع جنوبًا، واحتلوا مؤقتًا بلدة دابور التي يقصيهم عنها رعمسيس، وتعد هذه البلدة أقصى بلدة في الجنوب وصل إليها الخيتا في إيغاله، وهذا الإيغال كان بطبيعة الحال وقتيًّا؛ إذ لم نجد لهم آثارًا جنوبي حماة، والواقع أن هذا التقدم العظيم كان له علاقة بالثورة في فلسطين.
ومن المحتمل في هذه الفترة أن إقليم شرق الأردن — أي حوران — كان قد عاد ثانية في قبضة الملك المصري رعمسيس الثاني؛ إذ قد دون هناك موظف نقشًا تذكاريًّا لنفسه مثل عليه، وهو يقدم القربان لأحد الآلهة المحلية، ويحمل على ما يظهر اسمًا ساميَّا.
أما المنظر الذي يمثل الاستيلاء على بلدة دابور — وهو أكبر وثيقة لدينا عن تاريخ هذه الفترة في حروب سيتي مع خيتا — فيحتوي النقش التالي:
قال خاسئ خيتا في مدح الإله الطيب: أعطنا النفس الذي تهب، يأيها الحاكم الطيب، تأمل إننا تحت نعليك، وإن الفزع منك قد نفذ إلى أرض خيتا، وإن أميرها قد سقط بسبب شهرتك، وإنَّا مثل قطيع من الخيل عندما ينقض عليه الأسد ذو العين المفترسة، وإنه الإله الطيب العظيم الشجاعة في الممالك، والقوي القلب في ساحة القتال، الثابت على الجواد، والجميل في العربة عندما يقبض على القوس ليرمي به أو يحارب يدًا ليد، الثابت الذي لا يفلت منه أحد … والذي يرتدي الزرد الجميل في ساحة القتال، والذي يعود بعد انتصاره على أمير خيتا الخاسئ، وعندما تغلب عليه ذرَّاه مثل التبن في الهواء حتى إنه تخلى عن مدينته خوفًا منه، وقد وضع رعمسيس شهرته هناك لكل يوم، وقد كانت قوته في أعضائه مثل النار، وإنه ثور يناضل عن حدوده، ويستولي على الأشياء التي وقعت في قبضته، ولم تترك يده إنسانًا حيًّا، وإنه عاصفة في الممالك، عظيم في المعمعة، مرسل الصاعقة على الرؤساء لتخريب مدنهم، ومصير كل أماكنهم أصقاعًا صحراوية، وسهامه خلفه مثل سخمت عندما تنقض كالريح … أرض خيتا الخاسئة عدوته، ملك الوجه القبلي والوجه البحري «وسر ماعت رع ستبن رع» ابن الشمس رعمسيس محبوب آمون.
وفي هذا المنظر ذكر لنا أسماء ستة من أولاده وهم: «خعموا ست»، و«منتو»، و«مري آمون»، و«آمون مويا»، و«سيتي»، ثم «ستبن رع». ولدينا نقش آخر على قطعة من الحجر في الرمسيوم تدل على أن دابور تقع في إقليم تونب في أرض النهرين، إذ قد جاء فيه: «بلد خاسئ وخيتا الواقعة في إقليم بلدة تونب في أرض نهرين.» وقد ظهر في الصورة أن المدافعين عن البلد كانوا من خيتا.
ومن ثم نعلم أن رعمسيس أوغل في بلاد نهرين التي كانت تحت سيطرة خيتا، وفي نهاية هذه الحروب التي دامت ثلاث سنوات أصبح رعمسيس يمد سلطانه على البلاد التي كانت تحت قبضته بعد موقعة قادش، بل زاد عليها، غير أن هذه البلاد التي استولى عليها من خيتا لم تكن تحت الحكم المصري تمامًا، بل كان يحكمها حكام من خيتا بإشراف رعمسيس.
وعلى حسب قائمة فتوح رعمسيس نجد أنه قد استولى على بلاد نهرين، ورتنو السفلى (شمالي سوريا)، و«إرواد»، وبلاد «كفتيو»، و«قطنة» على نهر الأرنت، وخلاصة القول أن رعمسيس الثاني بعد أن ارتكب غلطته الطائشة في بادئ حروبه مع خيتا عندما سار بجيشه، وألقى بنفسه ببراءة وسذاجة في الفخ الذي نُصب له عند قادش أصبح — بعد أن حنكته التجارب وصهرته ميادين القتال وحيل الأعداء وثوراتهم العديدة — جنديًّا ثابت الجنان، واسع الحيلة؛ مما جعله في نظر جيرانه الخيتا خطرًا حقيقيًّا على دولتهم في سوريا.
وبعد حروب دامت أكثر من خمسة عشر عامًا مات مواتالي ملك خيتا، أو قُتل على حسب بعض الآراء، وخلفه على العرش أخوه خاتوسيل، وكان سياسيًّا قديرًا، ففطن في الحال إلى أن سقوط دولة ميتاني قد عرضت حدود بلاده الشرقية لهجوم آشور القوية، فعمل على أن تكون علاقاته مع بابل علاقة سلم ومهادنة، ثم شرع في اتخاذ التدابير لإنهاء الحرب بينه وبين مصر، ولذلك نجده قد طلب إبرام معاهدة مع مصر قوامها السلم الدائم، والود الأكيد كما سنرى.
والواقع أننا نعلم أنه على الرغم من هذه الانتصارات لم يكن في مقدور رعمسيس أن يضم إلى أملاك مصر — لا شمالي سوريا، ولا وادي نهر الأرنت، ولا معظم أراضي آمور، ولم يستطع أن يبقي تحت سلطانه الفعلي إلا بلاد فلسطين، وإقليم لبنان.
وقد وصلتنا بردية نتحدث عن جنوبي سوريا، وفلسطين من الوجهة التجارية، ومنها نعلم أن سميرا كانت تُدعى باسم رعمسيس الثاني «سميرا سسو»، و«سسو» تصغير اسم رعمسيس الثاني؛ وذلك يبرهن على أن هذا الحصن كان ضمن أملاك مصر، وبذلك بقي نهر الكلب الحد الفاصل لأملاك مصر في آسيا.